# Konstantinápolyi örmény patriarchátus
A konstantinápolyi örmény patriarchátus az örmény apostoli ortodox egyház autonóm részegyháza. Székhelye Törökországban, Isztambulban található.